# 冨岡周
冨岡 周（とみおか あまね、2001年11月12日 - ）は、ジャパンラグビーリーグワンレッドハリケーンズ大阪に所属するラグビー選手。

## プロフィール
- 兵庫県神戸市灘区出身[1]。
- ポジションはセンター(CTB)。
- 身長 174 cm、体重 90 kg

## 略歴
2020年、御所実業高校卒業後、関西学院大学に入る。なお御所実業高校時代、高校日本代表に選ばれたことがある。
2024年、レッドハリケーンズ大阪に加入。